# Diòcesi (Imperi Romà)
|  | No s'ha de confondre amb Diòcesi, o bisbat, un districte o territori de l'església catòlica. |

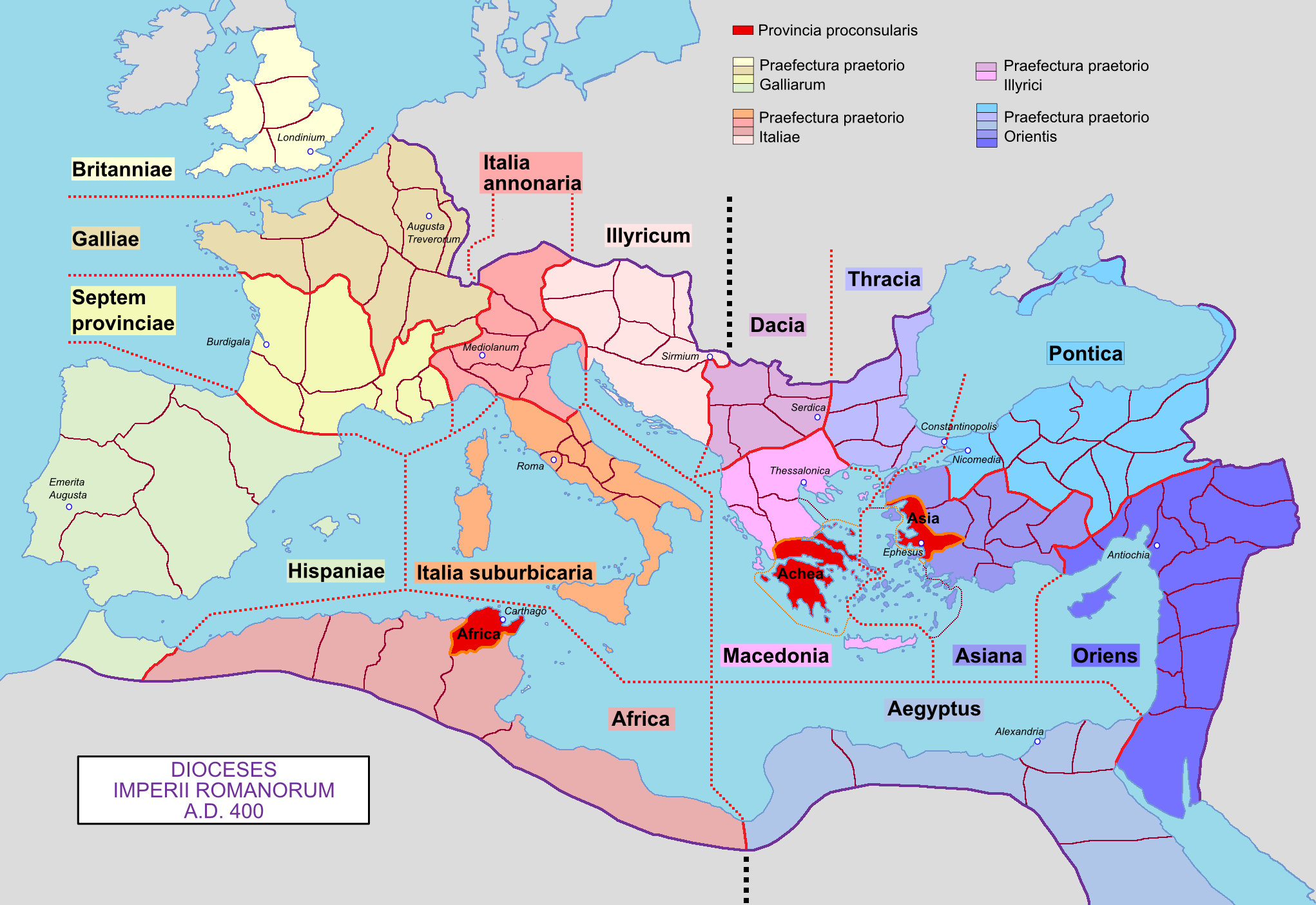
Mapa de l'Imperi Romà amb les seves diòcesis, vers el 440 dC

Diòcesi (en llatí diœcēsis, en grec antic διοίκησις dioíkēsis 'administració') era el nom d'una de les divisions administratives del Baix Imperi Romà, que es va fundar amb l'establiment de la Tetrarquia. Era un gobern intermedi que agrupava diverses províncies. Cada diòcesi era gobernada per un vicarius que estava subordinat al prefecte del pretori.
La paraula diòcesi amb el sentit d'unitat administrativa va sorgir a la part oriental de l'Imperi, a les regions de parla grega. Els districtes de Cibira, Apamea i Sínnada es van afegir a la província de Cilícia en temps de Ciceró, que menciona el fet a les seves cartes, on diu que la paraula diòcesi, que equivalia a un districte organitzat per recollir impostos, va acabar aplicant-se al propi territori.
La diòcesi es va convertir en una divisió territorial i administrativa de l'Imperi Romà amb les Reformes de Dioclecià, que va dividir l'Imperi en quatre parts, posant al front de cadascuna un coemperador o tetrarca, dos de més nivell, amb el títol d'august, i altes dos, subordinats, amb el títol de Cèsar. En principi va organitzar els territoris de l'Imperi en dotze diòcesis, que van anar augmentant fins a catorze, i a més hi havia algunes províncies proconsulars no incloses a les diòcesis.
Dioclecià va augmentar el nombre de províncies romanes, des de cinquanta fins a quasi cent, i algunes d'aquestes divisions es van tornar a subdividir en les modificacions que es van anar fent des de l'any 293 fins a inicis del segle iv. Aquest augment es va fer per reduir la possibilitat que sorgissin usurpadors ja que limitava el poder dels governadors, per facilitar la recaptació d'impostos i per ajudar als governadors a fer complir la llei ja que actuaven en territoris més petits. Al mateix temps, es va regularitzar l'estatus de les províncies. Egipte es va dividir en tres províncies, i a Itàlia es van establir províncies per substituir les regions numerades establertes per August. Es va abolir la distinció entre províncies senatorials i imperials i des d'aquell momen tots els governadors eren nomenats per l'emperador.

## Diòcesis de la tetrarquia l'any 305
L'any 305, la tetrarquia estava dividida en dotze diòcesis: set a l'Imperi Romà d'Occident i cinc a l'Imperi Romà d'Orient. La més gran d'aquestes, la Diòcesi d'Orient, abastava setze províncies. Cada diòcesi estava governada per un agens vices praefectorum praetorio ('representant en funcions del prefecte del pretori') o simplement Vicarius que depenia del prefecte del pretori, encara que algunes diòcesis les governava directament el prefecte.
Els vicaris eren en un principi representants dels prefectes, però després el càrrec es va convertir en permanent i regularitzat. El vicari controlava els governadors provincials (que podien ser consulares o praesides) i escoltava les apel·lacions dels casos jutjats a nivell provincial (les parts podien decidir si apel·laven al vicari o al prefecte del pretori). Les províncies governades pels procònsols (Àfrica i Àsia) quedaven fora de la jurisdicció dels vicaris, i també les ciutats de Roma i Constantinoble, que eren governades per un Praefectus urbi. Els vicaris no tenien poders militars, i les tropes estacionades a les diòcesis estaven sota el comandament d'un comes rei militaris, directament sota el control del Magister Militum que s'encarregava dels duces que tenien el comandament militar de cada província.

## Reformes de Constantí (326-337)
L'any 310, Constantí I va ser un dels dos Augusts de l'Imperi i el 324 es va convertir en l'únic governant de tot l'estat. Durant el seu regnat, va dur a terme moltes reformes, organitzatives, administratives i militars que van durar fins a la caiguda de l'Imperi Romà d'Occident.

### Regionalització de les prefectures pretorianes
La principal reforma territorial de Constantí va ser la 'regionalització' de les prefectures pretorianes. Fins aquell moment un o dos prefectes del pretori eren els ministres en cap de tot l'Imperi, amb responsabilitats militars, judicials i fiscals, però la centralització política de Constantí, la reunificació de tot l'imperi sota el seu domini, va donar lloc a una «descentralització administrativa». Un sol emperador no podia controlar-ho tot, i entre el 326 i el 337, Constantí va transformar progressivament l'organització jeràrquica. El Prefecte del pretori es va convertir en un governant a càrrec d'un territori específic que contenia diverses diòcesis anomenat «prefectura pretoriana» (praefectura praetorio).
Els prefectes del pretori tenien autoritat sobre els vicaris i els governadors provincials. Paul Petit argumenta que les diòcesis «van prefigurar fins a cert punt» les prefectures regionals governades per un pretor. La creació de les prefectures pretorianes va fer perdre utilitat a les diòcesis. El vincle directe entre els prefectes i els governadors va passar per alt els vicaris i va fer que el seu poder declinés. Es van transformar cada cop més en agents que duien a terme la voluntat dels prefectes del pretori. Tot i que van perdre importància, els vicaris tenien un alt paper en la jerarquia de la cort, ja que Constantí els va elevar al rang de clarissimi, un càrrec situat entre els consulars i els proconsulars.

### Creació dels comes
Un altre motiu del debilitament dels vicaris va ser la introducció de la figura del comes, un càrrec superior al del vicari, que probablement tenia el paper de vigilar la seva conducta.

### Ajustaments territorials
Sota Constantí, la diòcesi d'Itàlia es va dividir en dos vicariats: la Italia Suburbicaria al sud i la Italia Annonaria al nord, sota l'administració del vicarius urbis Romae i el vicarius Italiae respectivament. Italia Suburbicaria i Italia Annonaria no eren pròpiament diòcesis, sinó vicariats dins d'una sola diòcesi italiana, com diuen el Laterculus Veronensis i la Notitia Dignitatum. Constantí I també va dividir la diòcesi de Mèsia en les diòcesis de Dàcia i Macedònia l'any 327.
Sota l'emperador Valent (364-378), la diòcesi d'Egipte es va separar de la diòcesi d'Orient. La Notitia Dignitatum indica que en algun moment, la diòcesi de la Gàl·lia va ser suprimida i incorporada a la diòcesi anomenada Septem Provinciae.
Segons la Notitia Dignitatum, les diòcesis de Dàcia i Il·líria no tenien vicaris, sinó que eren governades directament pel prefecte pretorià d'Il·líria. Abans de la seva supressió, la diòcesi de la Gàl·lia sembla haver estat administrada directament pel prefecte pretorià de la Gàl·lia. De fet, segons A. H. M. Jones, la diòcesi en la qual tenia la seu cada prefecte del pretori estava generalment sota el seu control directe, excepte la diòcesi de Tràcia, que era administrada per un vicarius Thraciarum encara que el prefecte pretorià d'Orient tenia la seva seu a la diòcesi. El títol de vicari es feia servir a totes les províncies excepte a la Diòcesi d'Orient, que estava regida per un comes Orientis i la d'Egipte, que la governava un Prefecte.